# عملیات والفجر ۱۰
عملیات والفجر ۱۰ عملیات تهاجمی گسترده نیروهای مسلح ایران در خلال جنگ ایران و عراق بود، که به مدت ۶ روز در اسفندماه ۱۳۶۶ به فرماندهی سپاه پاسداران انقلاب اسلامی و مشارکت نیروی زمینی ارتش و پشتیبانی نیروی هوایی ارتش و هوانیروز، در منطقه حلبچه و سلیمانیه، عراق و نیز در منطقه نوسودِ ایران، انجام شد.
عملیات والفجر ۱۰ در تاریخ ۲۴ اسفند ۱۳۶۶ به منظور تصرف شهر حلبچه و بخش‌هایی از خاک عراق و دستیابی به یک برتری سیاسی، طراحی و اجرا شد و در تاریخ ۲۹ اسفند ۱۳۶۶ با تصرف منطقه‌ای به وسعت ۱٫۲۰۰ کیلومتر مربع شامل شهرهای حلبچه، خرمال، بیاره و طویله از سوی نیروهای ایرانی، پایان پذیرفت. در این عملیات ارتش عراق به اتهام همکاری با نیروهای ایرانی، اقدام به بمباران شیمیایی حلبچه نمود که در نهایت به کشته شدن بیش از ۵ هزار نفر از افراد غیرنظامی انجامید.

## شرح عملیات
عملیات والفجر ۱۰ در تاریخ ۲۴ اسفند سال ۱۳۶۶ در منطقه عمومی حلبچه و با هدف آزاد سازی شهر حلبچه و دسترسی به دریاچه دربندیخان آغاز شد و تا روز ۲۹ همین ماه ادامه داشت. در این عملیات، علاوه بر اهداف سیاسی، سه هدف عمده نظامی هم مدنظر بود: آزادسازی حلبچه، خرمال، دوجیله، بیاره و طویله از دست نیروهای عراقی، فراهم‌سازی مقدمات تصرف سد دربندیخان و انسداد عقبه اصلی نیروهای عراقی در استان سلیمانیه. این عملیات یک هفته مانده به پایان سال، به منزله عملیات اصلی سالانه ایران، در ارتفاعات و زمین‌های غرب دریاچه دربندیخان، موسوم به دشت زور انجام شد. ارتش عراق تصور می‌کرد ایران همچنان در جبهه‌های جنوب عملیات خواهد کرد و بر این اساس برنامه‌ریزی کرده بود و این باعث غافل‌گیری نیروهای عراقی و عقب ماندن از اهداف‌شان شد و سبب شد منطقه‌ای به وسعت ۱٫۰۰۰ کیلومتر مربع (دشت‌زور) شامل ۳ شهر و بالغ بر ۷۰ روستا، ابتدا محاصره و سپس تصرف شوند. در عملیات والفجر۱۰ تعداد اسیران عراقی و حجم غنایم به دست آمده توسط نیروهای ایرانی زیاد بود. به طوری که یک لشکر و ۲۸ تیپ ارتش عراق از ۵۰ تا ۱۰۰ درصد خسارت دیدند. همچنین ۴۸۴۸ نظامی عراقی (در برخی منابع ۵٫۴۴۰ نفر) شامل ۱۸۹ افسر از جمله فرمانده لشکر ۴۳ ارتش عراق با درجه سرلشکری، ۲ سرتیپ، ۲۶ افسر ارشد، ۱۶۰ افسر جزء و ۴٫۶۵۹ درجه‌دار، سرباز و چند مقام سیاسی استان سلیمانیه، از جمله فرماندار حلبچه و بخشدار سیدصادق و حدود ۴۰۰ نفر از افراد سایر گروه‌های مسلح، به اسارت نیروهای ایرانی درآمدند.